# Флаг Валлонии
Флаг Валлонии или бравый петух (фр. coq hardi) или Валлонский Петух (валлон. cok walon) — символ Валлонии и Французского сообщества Бельгии. Флаг представляет собой изображение красного петуха с поднятой правой ногой и закрытым клювом на жёлтом фоне. Петух смотрит в древковый край. Цвета идентичны с флагом города Льежа.
Флаг был создан в 1913 году художником Пьером Паулусом. 3 июля 1991 года Французское сообщество приняло флаг Валлонии в качестве их официального символа. 15 июля 1998 года регион утвердил флаг в качестве официального символа Валлонии.